# Đồng Lư
Đồng Lư (chữ Hán giản thể: 桐庐县, âm Hán Việt: Đồng Lư huyện) là một huyện thuộc địa cấp thị Hàng Châu, tỉnh Chiết Giang, Cộng hòa Nhân dân Trung Hoa. Huyện Đồng Lư có diện tích 1780 km², dân số 400.000 người. Chính quyền nhân dân huyện đóng tại số 298, đường Nghinh Xuân Nam, nhai đạo Đồng Quân. Mã số bưu chính của huyện Đồng Lư là 311500. Về mặt hành chính, huyện Đồng Lư được chia thành 2 nhai đạo, 7 trấn, 3 hương và 1 hương dân tộc. 
- Nhai đạo biện sự xứ: Đồng Quân và Cựu Huyện
- Trấn: Xuân Phú Giang, Hoành Thôn, Phân Thủy, Giang Nam, Dao Lâm, Phong Xuyên, Bạch Giang.
- Hương: Chung Sơn, Hợp Thôn, Tân Hợp.
- Hương dân tộc Dư Nga Sơn.